# Naïs Djouahra
Naïs Djouahra, né le 23 novembre 1999 à Bourgoin-Jallieu, est un footballeur français, qui joue au poste d'ailier au FC Arouca.

## Biographie
Naïs Djouahra commence le football à l'US Ruy-Montceau puis rallie le FC Bourgoin-Jallieu et enfin l'AS Saint-Étienne en section des moins de 14 ans.
En 2018, il rejoint la Real Sociedad. Pour son premier match en équipe réserve, il inscrit un but après un exploit personnel contre le Cultural Durango. En février 2019, il prolonge son contrat jusqu'en 2021.
Djouahra dispute son premier match avec l'équipe première le 29 juin 2020 en championnat sur le terrain de Getafe, en remplaçant Aritz Elustondo dans les dernières minutes de la rencontre. Pour son deuxième match, il délivre une passe décisive pour Mikel Oyarzabal face à Grenade.
En août 2020, son contrat est prolongé jusqu'en 2023.
Djouahra est prêté sans option d'achat au CD Mirandés en septembre 2020.
Le 27 février 2022, il est titularisé pour la première fois avec l'équipe première de la Real Sociedad lors d'un match de Liga contre Osasuna.
En août 2022, le club croate du HNK Rijeka recrute Djouahra contre 750 000 euros. Il marque son premier but le 27 août contre le NK Varaždin.
Le 31 août 2023, il est prêté au CD Leganés.